# Eugenia Malinnikova
Eugenia Vladimirovna Malinnikova (en russe russe : Евгения Владимировна Малинникова), née le 23 avril 1974 à Saint-Pétersbourg, est une mathématicienne russe qui travaille en analyse. Elle est lauréate du prix de recherche Clay en 2017 qu'elle partage avec Alexandre Logounov.

## Biographie
Malinnikova, médaille d'or aux Olympiades de mathématiques en 1989, 1990 et 1991, obtient en 1999 un doctorat à l'université d'État de Saint-Pétersbourg sous la direction de Victor Khavine (titre de la thèse : russe : Аппроксимационные свойства гармонических дифференциальных форм в Евклидовом пространстве и на римановых многообразиях, en anglais Approximation Properties of Harmonic Differential Forms in the Euclidean Space and on Riemann Manifolds). Elle est chercheuse postdoctorale à l'université du Missouri à Columbia en 2000. Elle rejoint le département des sciences mathématiques de l'université norvégienne de sciences et de technologie (NTNU) en 2001, initialement en tant que chercheuse (2001-2003). En 2004, elle est nommée professeure associée au même département où, depuis 2016, elle est professeure titulaire. Elle est aussi invitée à l'université de Marseille (printemps 2008) et à l'université de Berkeley (automne 2008/printemps 2009). En 2012-2013, elle est chercheuse au Centre for Advanced Study at the Norwegian Academy of Science and Letters (en) à Oslo. Elle est conférencière invitée au congrès international des mathématiciens à Rio de Janeiro en 2018.
Malinnikova travaille en analyse complexe et harmonique, en théorie du potentiel, sur les équations aux dérivées partielles elliptiques et leur discrétisation. En 2017, elle reçoit le Clay Research Award avec Alexandre Logounov pour avoir introduit de nouvelles méthodes géométrico-combinatoires pour l'étude des propriétés des solutions aux problèmes de valeurs propres elliptiques  qui permettent de résoudre des problèmes ouverts depuis longtemps en l'analyse géométrique (géométrie spectrale).

## Publications (sélection)
- avec Victor Khavine, « Uniform Approximation by Harmonic Differential Forms. A Constructive Approach », St.Petersburg Math. J., vol. 9,‎ 1998, p. 1149-1180 (MR 1610176) — traduit de Algebra i Analiz 9 (1997), no. 6, 156-196 .
- avec Alexandre Logounov, « On ratios of harmonic functions », Adv. Math., vol. 274,‎ 2015, p. 241-262 (arXiv 1402.2888).
- avec Alexandre Logounov, « Ratios of harmonic functions with the same zero set », Geom. Funct. Analysis, vol. 26,‎ 2016, p. 909–925 (arXiv 1506.08041).
- avec Alexandre Logounov, « Nodal sets of Laplace eigenfunctions: estimates of the Hausdorff measure in dimension two and three. 50 years with Hardy spaces », Oper. Theory Adv. Appl., Birkhäuser/Springer, vol. 261,‎ 2018, p. 333-344 (MR 3792104, arXiv 1605.02595).
- avec Philippe Jaming, « An uncertainty principle and sampling inequalities in Besov spaces », J. Fourier Anal. Appl., vol. 22, no 4,‎ 2016, p. 768-786 (MR 3528398).

## Articles liés
- Clay Research Award
- Liste de mathématiciennes
- Olympiades internationales de mathématiques